# 于姆拉尼耶
于姆拉尼耶（土耳其語：Ümraniye）是土耳其伊斯坦堡的39個區之一，位於博斯普魯斯海峽以東的亞洲部份，面積58平方公里，人口690,193人。

于姆拉尼耶